# Lago Keller
Il lago Keller (in lingua tedesca Kellersee) è un lago tedesco che si trova nel Land dello Schleswig-Holstein, circondario dell'Holstein orientale. Si trova nella zona detta Svizzera dell'Holstein.
La sua superficie a pelo d'acqua è di circa 5,6 km2, la sua profondità massima raggiunge i 27 m. Le rive del lago sono condivise fra i comuni di Eutin (frazione di Fissau) e di Malente. Il lago è attraversato dal fiume Schwentine.
Sul lago Keller viene esercitata anche un'attività di pesca commerciale.
In certi punti del lago possono verificarsi pericolose folate di vento di caduta, soprattutto nella zona della baia di Fissau, poiché in tal luogo, area dello sfocio del fiume Schwentine, il lago si trova stretto fra due ripide pareti, conformazione derivante dalle origini glaciali del luogo. Il fenomeno può causare gravi situazioni di emergenza sul lago,

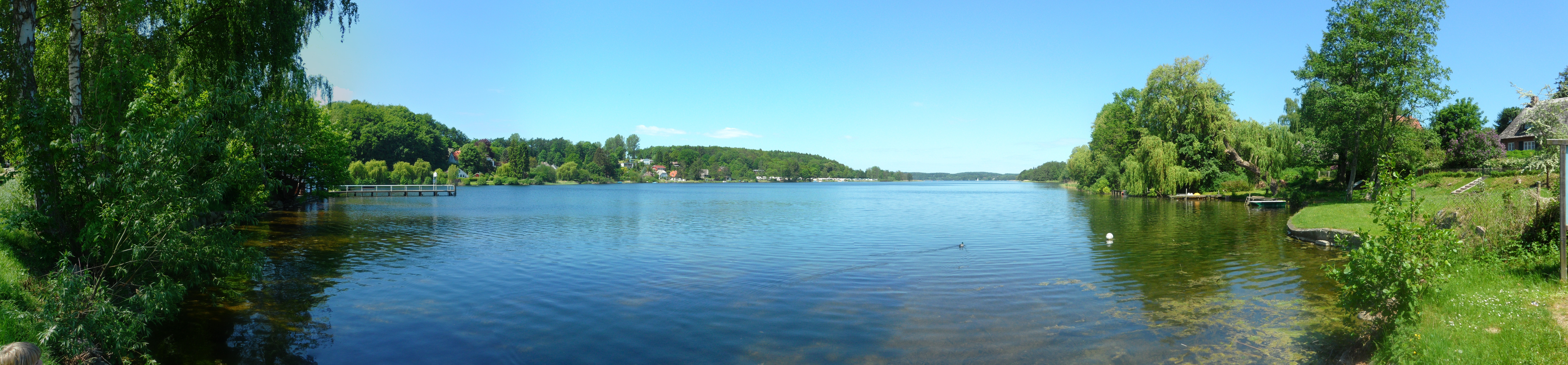
Panorama del lago Keller da Fissau

## Galleria d'immagini

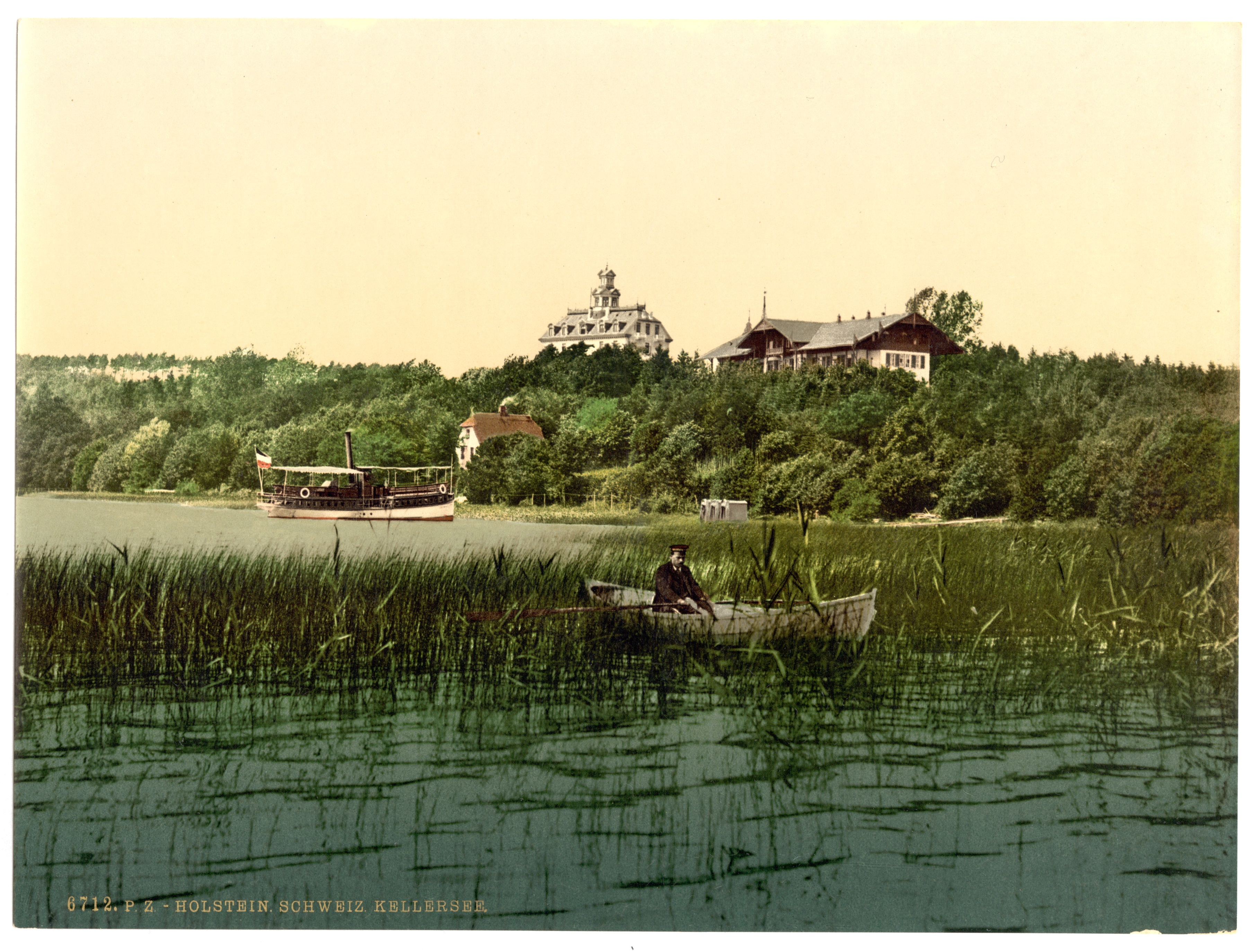
Il lago Keller nel 1900
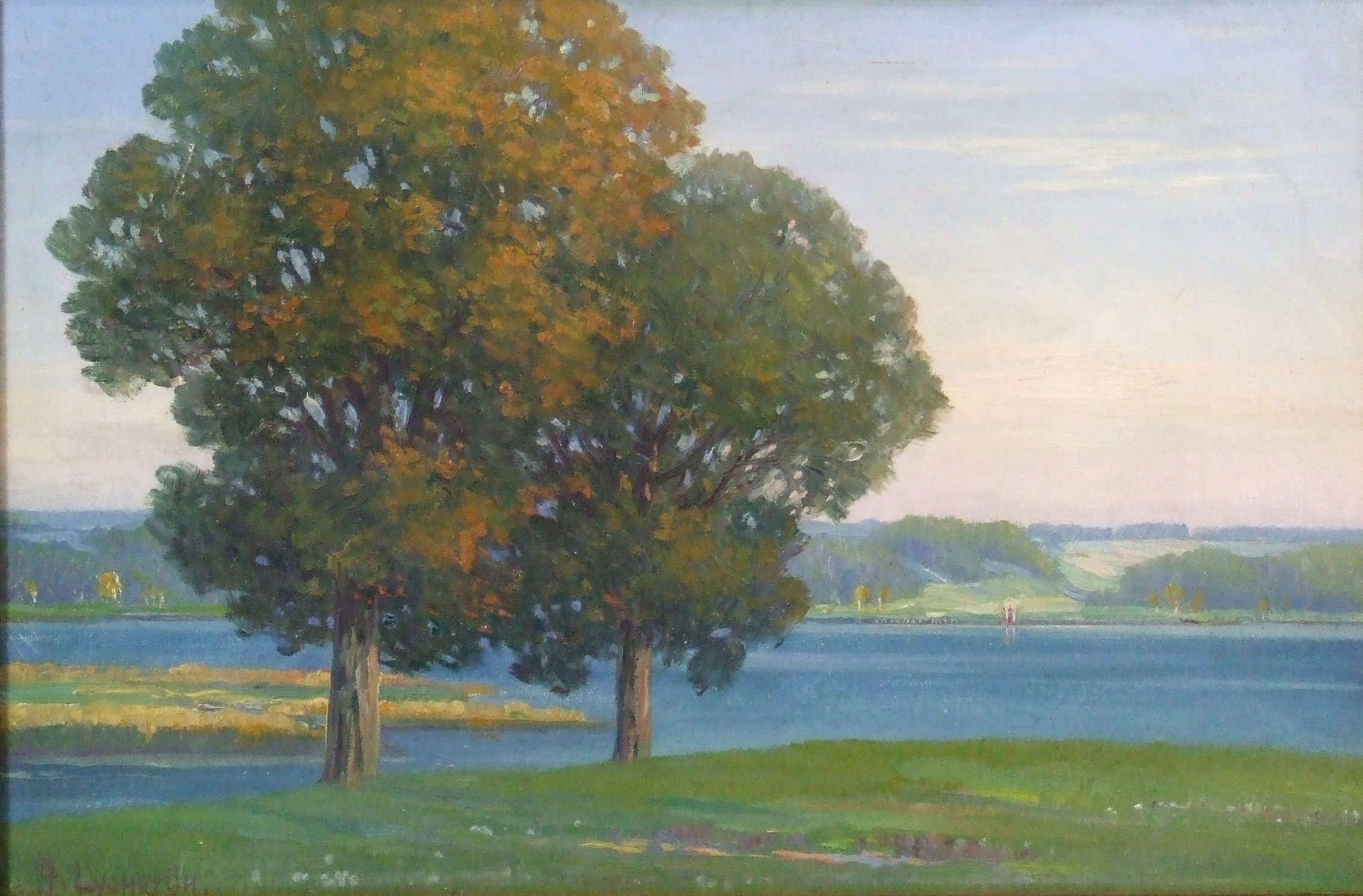
Arnold Lyongrün: Querce presso il Kellersee, dipinto ad olio, 1919
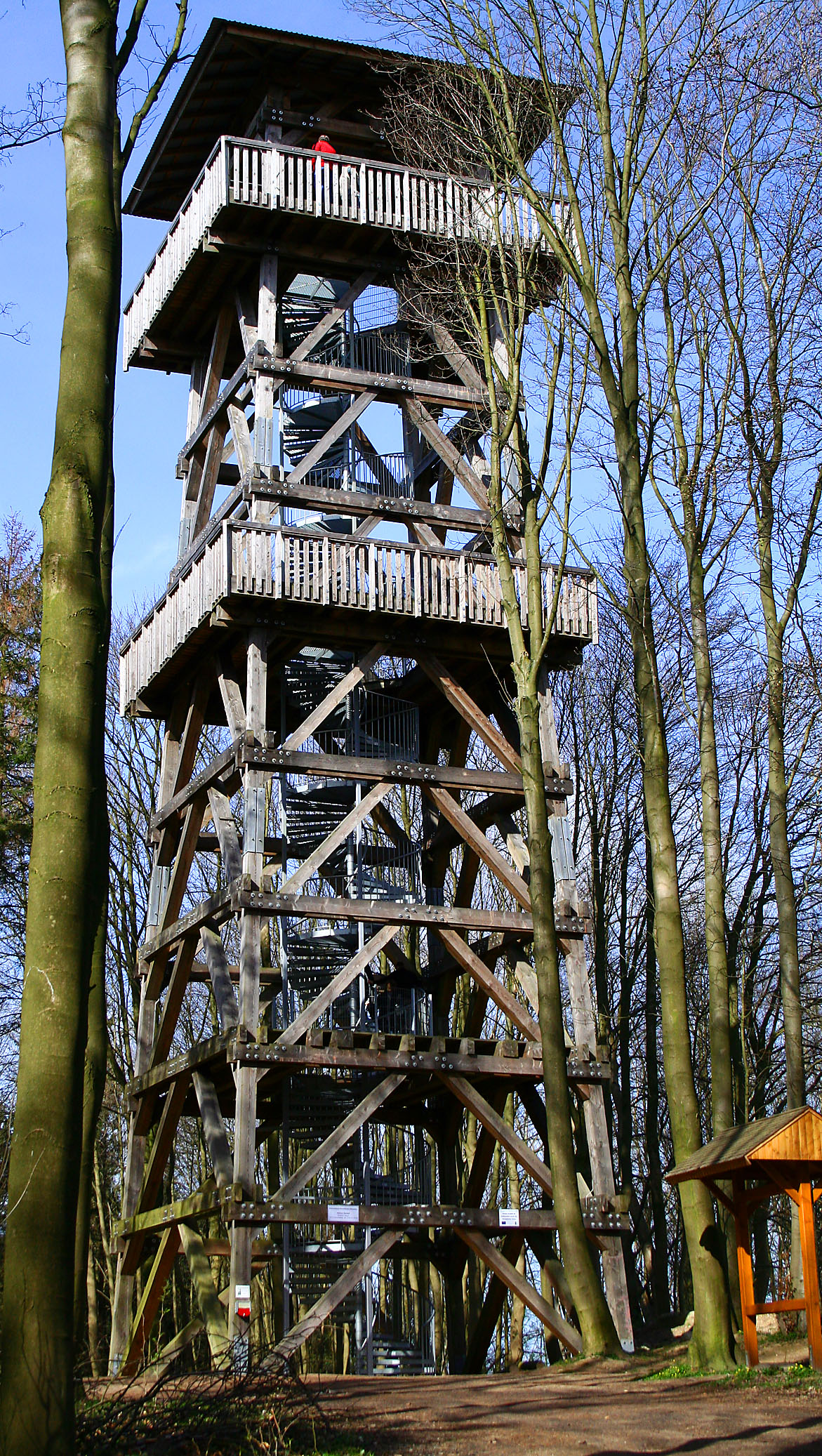
L' Holzbergturm a Malente